# 阿尔喀诺俄斯
阿尔喀诺俄斯（英語：Alcinous）。古希腊神话男性人物之一。由古希腊荷马创作之作品中得到反映而闻名。曾以君主身份款待阿尔戈英雄并对美狄亚之归属作出裁决，使之与伊阿宋结婚，成为古希腊神话之代表故事而广为人知。而在荷馬的奧德賽中，由於奧德修斯曾經漂流到島上，他的女兒瑙西卡也對奧德修斯情有獨鍾，奧德賽有大篇幅對於島上風光以及華麗皇宮的描寫。